# Universo Online
UOL, o Universo Online, es un proveedor de servicios de Internet brasileño que proporciona correo electrónico, servicios de red social, noticias, servicios de mensajería instantánea y otros medios de comunicación principalmente a Brasil y Argentina. Su sede se ubica en la ciudad de São Paulo, Brasil. Es el más grande en América Latina y también en el mundo lusófono.

## Historia
UOL se lanzó a las 4:15 a. m. el 28 de abril de 1996 como una empresa conjunta con Grupo Abril (que ahora no sigue parte de la empresa) y Grupo Folha. También se hizo conjuntos con Veja y Folha de São Paulo. UOL comenzó en una época donde había menos de 40 000 usuarios de Internet en Brasil.

## Estadísticas
Aunque la mayoría de brasileños usan UOL (es estimado que 63 % de brasileños que usan el Internet usan UOL como su portal de Internet en el septiembre de 2005), tiene competencia con otras empresas que proporcionan servicios del Internet (Terra, Oi, iG, BrTurbo, Globo.com).
- Datos: Q1783492
- Multimedia: Universo Online / Q1783492